# Pythagoras Peak
Der Pythagoras Peak ist mit 1275 m der höchste Berg der Tula Mountains im ostantarktischen Enderbyland. Er ragt 13 km südöstlich des Mount Storer im Zentrum des Gebirges und an der Nordflanke des Beaver-Gletschers auf. Besondere Kennzeichen des Bergs sind eine von Nordwesten aus als rechtwinkliges Dreieck erscheinende Kerbe und eine lotrechte Nordflanke.
Teilnehmer einer vom australischen Polarforscher Phillip Law geleiteten Mannschaft im Rahmen der Australian National Antarctic Research Expeditions fotografierten ihn im Februar 1958 vom Mount Riiser-Larsen aus. Eine Schlittenmannschaft unter der Leitung des australischen Geodäten Graham Alexander Knuckey (1934–1969) stattete ihm im Dezember 1958 einen ersten Besuch ab. Das Antarctic Names Committee of Australia (ANCA) benannte den Berg wegen der rechtwinkligen Kerbe nach dem griechischen Philosophen und Mathematiker Pythagoras (um 570 bis nach 510 v. Chr.) und dem von ihm entwickelten Theorem.